# 薔薇とダイヤモンド
『薔薇とダイヤモンド』（ばらとダイヤモンド）は、日本のロックバンド、椿屋四重奏の2ndアルバム。2005年9月14日発売。発売元はUK PROJECT。

## 解説
- 前作から1年5ヶ月ぶりのリリース。
- アルバム作品としては初めて初回盤が作られた。初回盤には「紫陽花」のPVが収録されたDVDと、ジャケットと同絵柄のステッカーが封入されている。
- インディーズレーベルからリリースした最後のオリジナルアルバムとなった。

## 収録曲
全作詞・作曲・編曲:中田裕二
1. プロローグ (4:55)
本作のリード曲。PVが制作されている。
2. 手つかずの世界 (3:32)
3. 砂の薔薇 (4:54)
4. 螺旋階段 (4:08)
1stシングル曲。
5. 紫陽花 (4:59)
1stシングル曲。
6. 熱病 (4:53)
7. 踊り子 (3:18)
8. 朱い鳥 (5:25)
9. 君無しじゃいられない (4:16)
10. 陽炎 (5:25)